# جین فونتز
جین فونتز (انگلیسی: Jane Fauntz; ۱۹ دسامبر ۱۹۱۰ – ۳۰ مهٔ ۱۹۸۹) ورزشکار شیرجه اهل ایالات متحده آمریکا بود.
وی در مسابقات کشوری و بین‌المللی در مجموع برندهٔ ۱ مدال برنز شده‌است.